# Том Прайс (американський політик)
Томас Едмундс «Том» Прайс (англ. Thomas Edmunds "Tom" Price; нар. 8 жовтня 1954, Лансинг, Мічиган) — американський політик-республіканець. З січня 2005 року по лютий 2017 року був членом Палати представників США від 6-го округу штату Джорджія.
Прайс вивчав медицину у Мічиганському університеті, працював лікарем-ортопедом у Джорджії. Він був членом Сенату Джорджії з 1997 по 2005 рр.
Одружений, має одного сина. Він живе у Розвеллі, передмісті Атланти.

## Раннє життя, освіта та медична кар'єра
Прайс народився в Лансінгу, штат Мічиган, і виріс у Дірборні, де відвідував середню школу Адамса-молодшого та середню школу Дірборна. Батько і дід Прайса були лікарями. Будучи дитиною, Прайс час від часу супроводжував свого дідуся на виклики додому в Толедо, штат Огайо. Поки Прайсу не виповнилося шість років, його батько працював на молочній фермі у Фаулервіллі, штат Мічиган.
Прайс отримав ступінь бакалавра (1975) і доктора медицини (1979) в університеті Мічигану. Він закінчив ординатуру з ортопедичної хірургії в медичній школі університету Еморі в Атланті і оселився в передмісті Розуелл, штат Джорджія. Він почав приватну практику в 1984 році і повернувся до Еморі як доцент ортопедичної хірургії в 2002 році. Він був директором ортопедичної клініки Меморіального госпіталю Грейді в Атланті, де зустрів свою дружину Бетті, яка працювала там анестезіологом.
Прайс був членом Асоціації американських лікарів і хірургів (AAPS), політично консервативної групи, заснованої в 1943 році для «боротьби з соціалізованою медициною» і, як відомо, пропагує низку науково дискредитованих тверджень. AAPS виступає проти Medicare та обов'язкової вакцинації. Прайс також є членом Американської медичної асоціації. До того, як увійти до сенату штату, Прайс був політично активним як член Республіканської партії та їздив з Медичною асоціацією Джорджії на початку 1990-х, щоб виступати проти плану охорони здоров'я Клінтона 1993 року.